# Skagersvik
Skagersvik är en tidigare tätort i Gullspångs kommun belägen vid Skagerns västra strand vid Gullspångsälvens utlopp. Sedan 2015 räknas området som en del av tätorten Gullspång.
I Skagersvik finns företag som Gordons Produktion, Träbiten Byggvaror och PeGes Schakt.
Igenom Skagersvik löper Torvedbanan som numera används för att cykla dressin. 

## Befolkningsutveckling
| Befolkningsutvecklingen i Skagersvik 1960–2010 | Befolkningsutvecklingen i Skagersvik 1960–2010 | Befolkningsutvecklingen i Skagersvik 1960–2010 | Befolkningsutvecklingen i Skagersvik 1960–2010 | Befolkningsutvecklingen i Skagersvik 1960–2010 |
| ---------------------------------------------- | ---------------------------------------------- | ---------------------------------------------- | ---------------------------------------------- | ---------------------------------------------- |
|                                                |                                                |                                                |                                                |                                                |
| År                                             |                                                |                                                | Folkmängd                                      | Areal (ha)                                     |
| 1960                                           | 1960                                           |                                                | 432                                            |                                                |
| 1965                                           | 1965                                           |                                                | 406                                            |                                                |
| 1970                                           | 1970                                           |                                                | 343                                            |                                                |
| 1975                                           | 1975                                           |                                                | 352                                            |                                                |
| 1980                                           | 1980                                           |                                                | 318                                            |                                                |
| 1990                                           | 1990                                           |                                                | 295                                            | 57                                             |
| 1995                                           | 1995                                           |                                                | 291                                            | 57                                             |
| 2000                                           | 2000                                           |                                                | 273                                            | 57                                             |
| 2005                                           | 2005                                           |                                                | 243                                            | 57                                             |
| 2010                                           | 2010                                           |                                                | 250                                            | 57                                             |
| Anm.: sammanvuxen med Gullspång 2015           |                                                |                                                |                                                |                                                |

## Kända personer från Skagersvik
Från Skagersvik kommer den svenske fotbollsspelaren Olof Mellberg. 
Speedwaybröderna Peter, Magnus och "Mikael Max" Karlsson kommer även de från Skagersvik.